# James Lockhart
James Marvin Lockhart (8 aprile 1933 – 17 gennaio 2014) è stato uno storico statunitense specializzato nello studio della storia dell'America latina coloniale.
È un esperto nello studio delle fonti storiche in lingua nahuatl, e del popolo Nahua postcoloniale. È professore emerito presso l'Università della California, Los Angeles. È anche il principale fondatore della New Philology, una scuola di storia basata sullo studio delle fonti in lingua indigena originarie del Messico coloniale.

## Opere
È autore di numerose opere. Tra i suoi scritti si trovano:
- Nahuatl in the Middle Years: Language Contact Phenomena in Texts of the Colonial Period, con Frances Karttunen, Berkeley, University of California Press, 1976
- Beyond the Codices: The Nahua View of Colonial Mexico, con Arthur J. O. Anderson e Frances Berdan, Berkeley, University of California Press, 1976
- The Art of Nahuatl Speech: The Bancroft Dialogues, con Frances Karttunen, Los Angeles, UCLA Latin American Center, 1987
- Nahuas and Spaniards: Postconquest Mexican History and Philology, Stanford, Stanford University Press, e Los Angeles, UCLA Latin American Center, 1991
- The Nahuas after the Conquest: A Social and Cultural History of the Indians of Central Mexico, Sixteenth through Eighteenth Centuries, Stanford, Stanford University Press, 1992
- Grammar of the Mexican Language: With an Explanation of Its Adverbs, 1645, Horacio Carochi, James Lockhart (traduttore), Stanford, Stanford University Press, 2001

| Controllo di autorità | VIAF (EN) 100201023 · ISNI (EN) 0000 0001 2145 1554 · SBN RAVV078721 · BAV 495/215290 · LCCN (EN) n82160887 · GND (DE) 1056498080 · BNE (ES) XX887712 (data) · BNF (FR) cb12029303w (data) · J9U (EN, HE) 987007264634405171 |